# Firestorm
Firestorm, superhjälte från DC Comics skapad av Gerry Conway och Al Milgrom. I Sverige även känd under namnet Facklan. Firestorm var medlem i superhjältegruppen Justice League of America. I TV-serierna Batman: Den tappre och modige och The Flash.
Ronnie Raymond, den första Firestorm kroppen, avled i miniserien Identity Crisis. Manteln har tagits upp av Jason Rusch. Ronnie Raymond kommer senare tillbaka i miniserierna Blackest Night och Brightest Day.
 Artikeln var, i den version den hade den 3 januari 2006, helt eller delvis hämtad från Seriewikin (hos Seriefrämjandet): Firestorm